# Asmaløy
Asmaløy är en ö i Hvalers kommun, Østfold fylke i Norge. Ön är 9,1 kvadratkilometer stor och har 1 152 invånare (2024). Asmaløys högsta punkt är Fotvarden som når 37 meter över havet.
Författaren Johan Borgen bodde här under många år.
Hvalertunneln som förbinder Kirkøy med resten av öarna börjar på Asmaløy. Förbindelse med Fredrikstad på fastlandet finns via en rad broar.